# Liste der Resolutionen des UN-Sicherheitsrates (2000)
Diese Liste der Resolutionen des UN-Sicherheitsrates nennt die 50 vom Sicherheitsrat der Vereinten Nationen im Jahr 2000 verabschiedeten Resolutionen.
| Nummer | Beschluss vom | Gegenstand | Mission         |
| ------ | ------------- | --- | --------------- |
| 1285   | 13. Januar    | Situation in Kroatien | UNMOP           |
| 1286   | 19. Januar    | Situation in Burundi |                 |
| 1287   | 31. Januar    | Situation in Georgien | UNOMIG          |
| 1288   | 31. Januar    | Situation im Nahen Osten | UNIFIL          |
| 1289   | 7. Februar    | Situation in Sierra Leone | UNAMSIL         |
| 1290   | 17. Februar   | Aufnahme Tuvalus als neues Mitglied |                 |
| 1291   | 24. Februar   | Situation bezüglich der Demokratischen Republik Kongo | MONUC           |
| 1292   | 29. Februar   | Situation bezüglich der Westsahara | MINURSO         |
| 1293   | 31. März      | Situation zwischen dem Irak und Kuwait |                 |
| 1294   | 13. April     | Situation in Angola |                 |
| 1295   | 18. April     | Situation in Angola |                 |
| 1296   | 19. April     | Schutz von Zivilisten in bewaffneten Konflikten |                 |
| 1297   | 12. Mai       | Situation zwischen Äthiopien und Eritrea |                 |
| 1298   | 7. Mai        | Situation zwischen Äthiopien und Eritrea |                 |
| 1299   | 19. Mai       | Situation in Sierra Leone | UNAMSIL         |
| 1300   | 31. Mai       | Situation im Nahen Osten | UNDOF           |
| 1301   | 31. Mai       | Situation bezüglich der Westsahara | MINURSO         |
| 1302   | 8. Juni       | Situation zwischen dem Irak und Kuwait |                 |
| 1303   | 14. Juni      | Situation auf Zypern | UNFICYP         |
| 1304   | 16. Juni      | Situation bezüglich der Demokratischen Republik Kongo |                 |
| 1305   | 21. Juni      | Situation in Bosnien-Herzegowina | SFOR und UNMIBH |
| 1306   | 5. Juli       | Situation in Sierra Leone |                 |
| 1307   | 13. Juli      | Situation in Kroatien | UNMOP           |
| 1308   | 17. Juli      | Zuständigkeit des Sicherheitsrates für die Erhaltung von internationalem Frieden und Sicherheit: HIV/AIDS und internationale Operationen zur Friedenssicherung |                 |
| 1309   | 25. Juli      | Situation bezüglich der Westsahara | MINURSO         |
| 1310   | 27. Juli      | Situation im Nahen Osten | UNIFIL          |
| 1311   | 28. Juli      | Situation in Georgien | UNOMIG          |
| 1312   | 31. Juli      | Situation zwischen Äthiopien und Eritrea | UNMEE           |
| 1313   | 4. August     | Situation in Sierra Leone | UNAMSIL         |
| 1314   | 11. August    | Kinder in bewaffneten Konflikten |                 |
| 1315   | 14. August    | Situation in Sierra Leone |                 |
| 1316   | 23. August    | Situation bezüglich der Demokratischen Republik Kongo | MONUC           |
| 1317   | 5. September  | Situation in Sierra Leone | UNAMSIL         |
| 1318   | 7. September  | Sicherstellung einer effektiven Rolle des Sicherheitsrates für die Erhaltung von internationalem Frieden und Sicherheit, besonders in Afrika                   |                 |
| 1319   | 8. September  | Situation in Osttimor |                 |
| 1320   | 15. September | Situation zwischen Äthiopien und Eritrea | UNMEE           |
| 1321   | 20. September | Situation in Sierra Leone | UNAMSIL         |
| 1322   | 7. Oktober    | Situation im Nahen Osten, einschließlich der Palästinafrage |                 |
| 1323   | 13. Oktober   | Situation bezüglich der Demokratischen Republik Kongo | MONUC           |
| 1324   | 30. Oktober   | Situation bezüglich der Westsahara | MINURSO         |
| 1325   | 31. Oktober   | Frauen und Frieden und Sicherheit |                 |
| 1326   | 31. Oktober   | Aufnahme neuer Mitglieder |                 |
| 1327   | 13. November  | Umsetzung des Reports der Sachverständigen über Friedensmissionen der Vereinten Nationen (S/2000/809)                                                          |                 |
| 1328   | 27. November  | Situation im Nahen Osten | UNDOF           |
| 1329   | 30. November  | Internationaler Strafgerichtshof für das ehemalige Jugoslawien und Internationaler Strafgerichtshof für Ruanda                                                 |                 |
| 1330   | 5. Dezember   | Situation zwischen dem Irak und Kuwait |                 |
| 1331   | 13. Dezember  | Situation auf Zypern | UNFICYP         |
| 1332   | 14. Dezember  | Situation bezüglich der Demokratischen Republik Kongo | MONUC           |
| 1333   | 19. Dezember  | Situation in Afghanistan |                 |
| 1334   | 22. Dezember  | Situation in Sierra Leone | UNAMSIL         |